# Rafael Ram de Viu i Pueyo
Rafael Ram de Viu i Pueyo (Alcanyís, Aragó, segle xviii - Terol, 12 de gener de 1834), baró d'Herbers, va ser cavaller de la Reial Mestrança i alcalde-corregidor de València. Va destacar com a militar carlí durant la Primera Guerra Carlina.

## Biografia

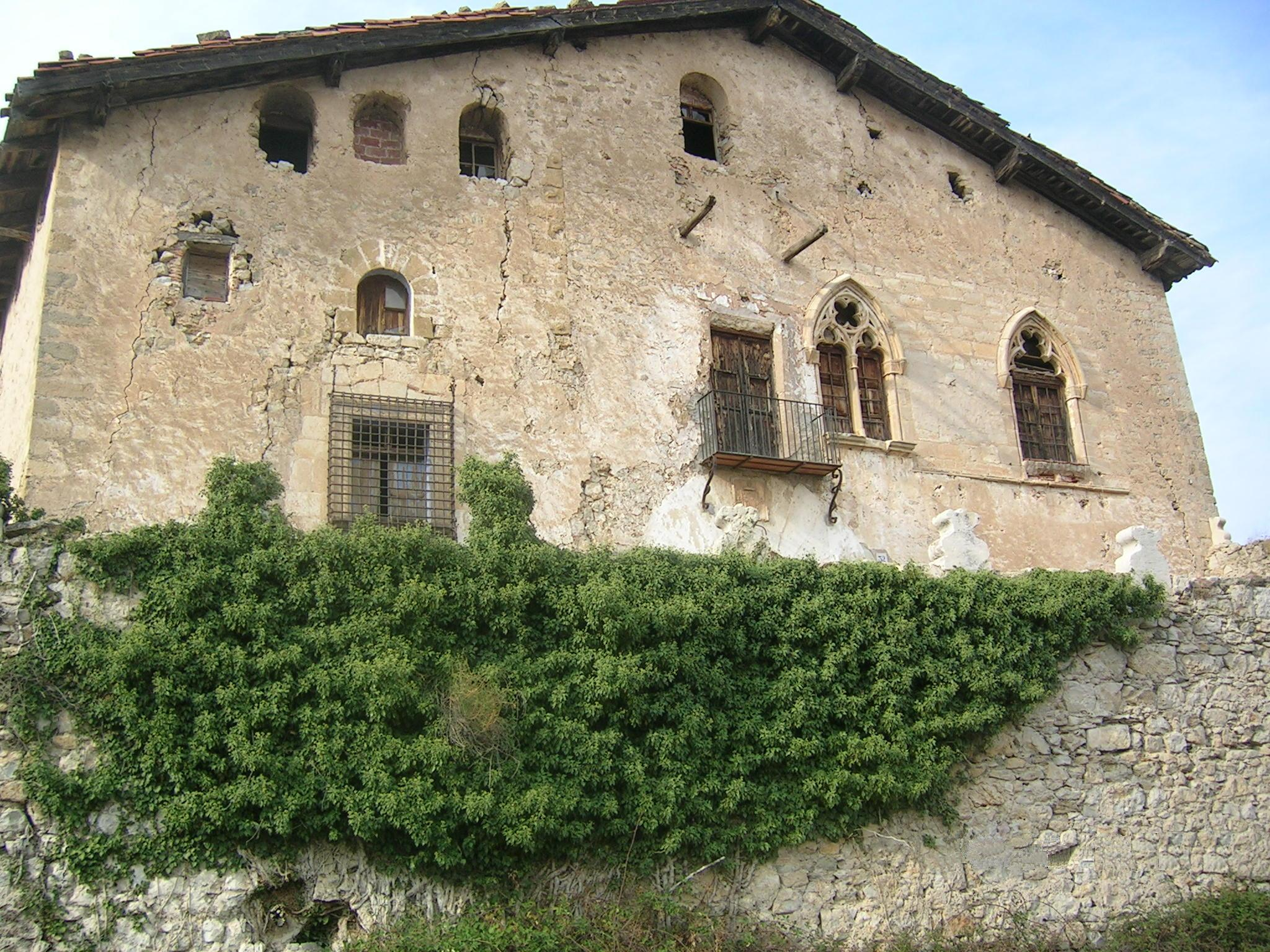
Casa pairal dels Herbers

Nascut a Alcanyís (Aragó) en el darrer terç del segle xviii, va participar en la Guerra de la Independència. Estudià Filosofia i Lletres, i Dret. Fou admès el 1797 en la Reial Mestrança de Cavalleria de València. De pensament absolutista, el 1824 va ser nomenat Governador Militar de Terol i entre 1928 i 1833, alcalde de la ciutat de València i Baró d'Herbers.
Quan va morir Ferran VII se n'anà a Morella i, d'acord amb el coronel governador de la plaça, Carlos Victoria, s'alçà en armes a la Plaça dels Estudis de Morella a favor del pretendent Carles Maria Isidre de Borbó (novembre del 1833), proclamant-lo com a rei d'Espanya amb el nom de Carles V. El governador de Tortosa, Manuel Bretón, obligà els conjurats a fugir i ocupà Morella el 9 de desembre. Ram de Viu passà a l'Aragó fins a ser derrotat en la batalla de Calanda. Es va poder escapar, deixant dona i fills en mans dels liberals, però fou reconegut i capturat el 27 de desembre de 1833 a Manzanera (Conca). Fou jutjat i afusellat a Terol el 12 de gener de 1834.
El pretendent carlí el feu gran d'Espanya a títol pòstum.